# Hans-Joachim Torke

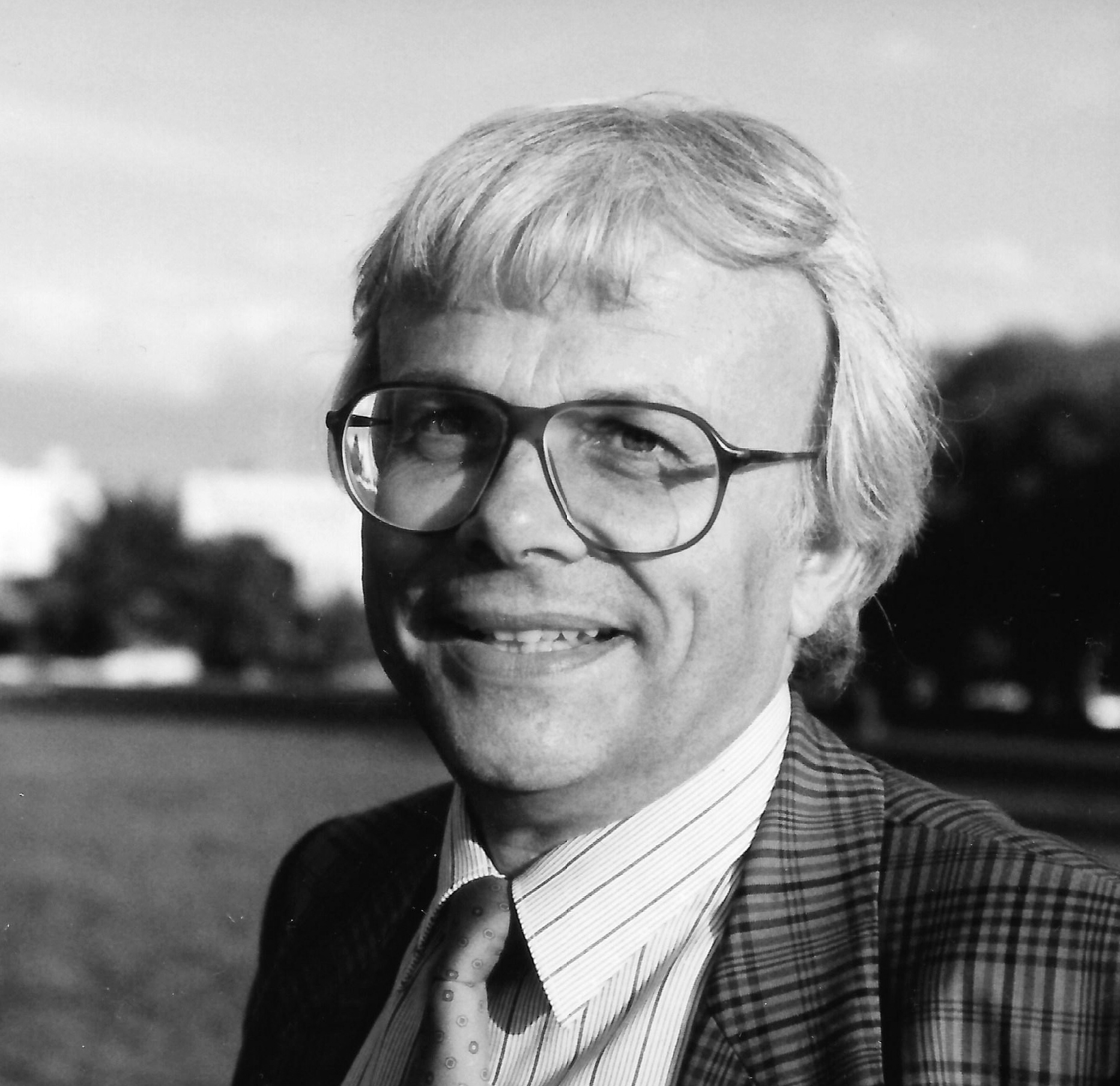
Hans-Joachim Torke

Hans-Joachim Torke (* 9. Juni 1938 in Breslau; † 15. Januar 2000) war ein deutscher Historiker und Professor für Osteuropäische Geschichte.

## Leben
Hans-Joachim Torke wuchs nach dem Krieg in Braunschweig auf, wo er an der Neuen Oberschule 1959 sein Abitur machte. Er studierte Russische und Osteuropäische Geschichte sowie Slavistik an der Georg-August-Universität Göttingen und der Freien Universität Berlin (FU Berlin). Ein wichtiger Mentor in Berlin war der Historiker Werner Philipp. Mit der Schrift Das russische Beamtentum in der ersten Hälfte des 19. Jahrhunderts wurde Torke 1965 an der FU Berlin zum Dr. phil. promoviert, 1973 habilitierte er sich mit dem Thema Die staatsbedingte Gesellschaft im Moskauer Reich. 1976 erhielt er einen Lehrstuhl für Osteuropäische Geschichte an der FU und wurde dort auch Abteilungsdirektor.
Bereits 1962/63 war Torke als Austauschstipendiat an der Columbia University gewesen, 1966 und 1970 fungierte er als Visiting Assistant Professor an der Indiana University Bloomington, 1988 als Fellow am Institute for Advanced Study in Princeton. 1984 hatte er einen Ruf an die Rheinische Friedrich-Wilhelms-Universität Bonn abgelehnt.
Torke forschte hauptsächlich zur Sozial- und Institutionengeschichte Russlands vom 16. bis zum 19. Jahrhundert, später kam die Ukraine hinzu. Er war Autor und Herausgeber diverser Lexika zu diesen Themen, ferner Herausgeber bzw. Mitherausgeber der Forschungen zur osteuropäischen Geschichte und der Jahrbücher für Geschichte Osteuropas. Daneben engagierte sich Torke in zahlreichen Gremien und Fachverbänden. Eine Zeit lang war er Direktor des an der FU ansässigen Berliner Osteuropa-Instituts, als dessen Sprecher er von 1979 bis 1981 tätig war.

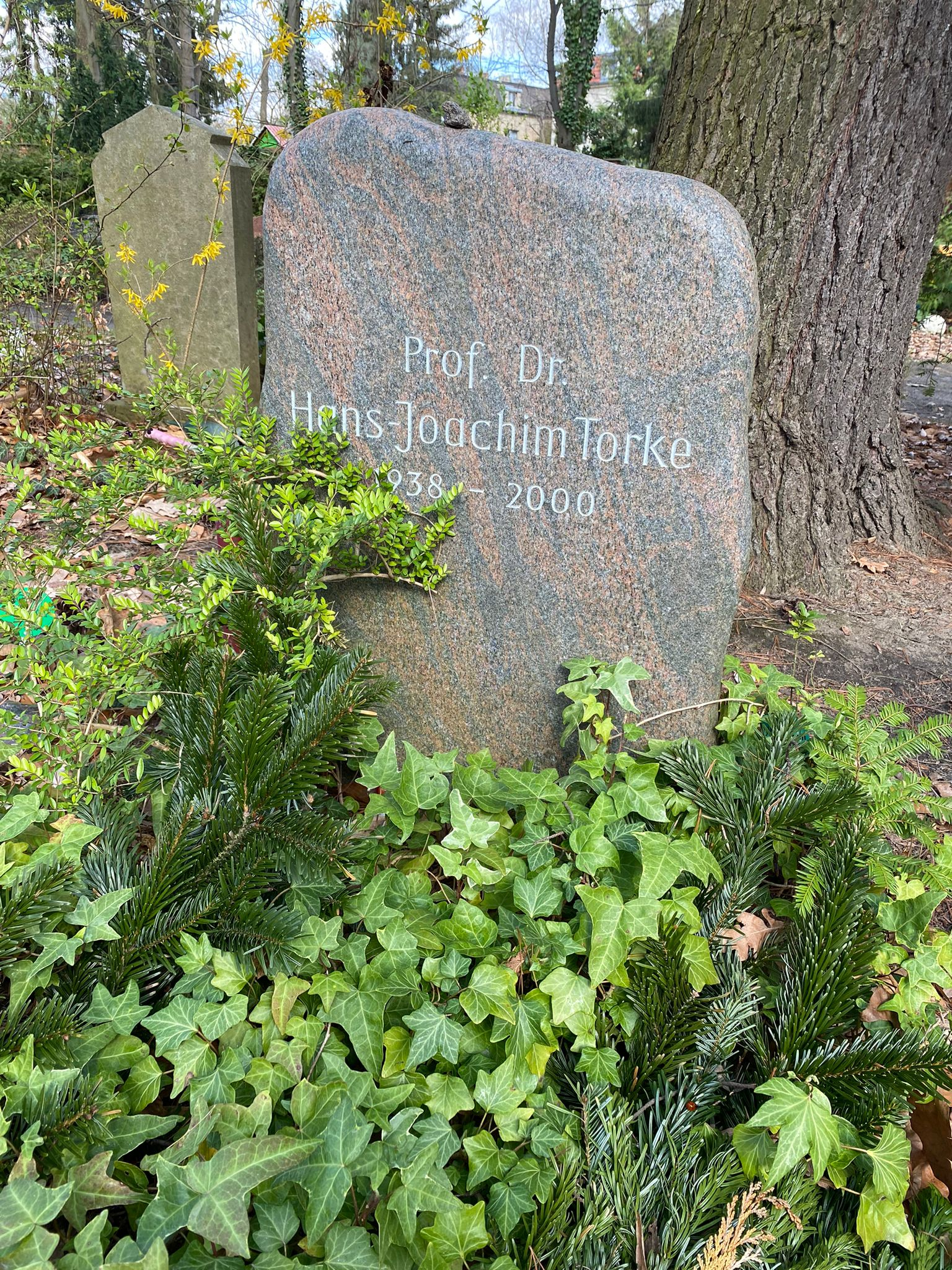
Grabstätte auf dem Friedhof Lichterfelde

Hans-Joachim Torke war ab 1969 mit Karin Torke, geborene Fischer, verheiratet und hatte zwei Kinder (Tobias und Anna). Er starb nach langer schwerer Krankheit im Alter von 61 Jahren. Seine letzte Ruhestätte erhielt er auf dem Friedhof Lichterfelde (Grablage III-UWR-35) in Berlin.

## Veröffentlichungen (Auswahl)
(* = als Herausgeber)
- 1962: Die russische Geschichte in den Lehrbüchern der Höheren Schulen der Bundesrepublik Deutschland, Verlag Limbach, Braunschweig
- 1963: Die deutsche Geschichte in den Lehrbüchern der Sowjetunion, Verlag Limbach, Braunschweig
- 1965: Das russische Beamtentum in der ersten Hälfte des 19. Jahrhunderts (Dissertationsschrift)
- 1967: Das russische Beamtentum in der ersten Hälfte des 19. Jahrhunderts (= Forschungen zur osteuropäischen Geschichte. Band 13). 1967
- 1974: Die staatsbedingte Gesellschaft im Moskauer Reich (Habilitationsschrift)
- 1985: Lexikon der Geschichte Rußlands, Verlag C. H. Beck, München, ISBN 978-3-406-30447-7 (*)
- 1993: Historisches Lexikon der Sowjetunion, Verlag C. H. Beck, München, ISBN 978-3-406-36771-7 (*)
- 1995: Die russischen Zaren, Verlag C. H. Beck, München, ISBN 978-3-406-38110-2 (*)
- 1997: Einführung in die Geschichte Rußlands, Verlag C. H. Beck, München, ISBN 978-3-406-42304-8
- 1998: 400 Jahre Kirchenunion von Brest, Osteuropa-Institut, Berlin (*)
- 2000: Von Moskau nach St. Petersburg, Harrassowitz Verlag, Wiesbaden, ISBN 978-3-447-04362-5 (*)